# Bernardo Koremblit
Bernardo Ezequiel Koremblit (28 de mayo de 1916-1 de febrero de 2010) fue un escritor argentino de ensayos humanísticos y de artículos periodísticos sobre asuntos literarios. Publicó libros sobre los poetas Nicolás Olivari y Alejandra Pizarnik, y el escritor Alberto Gerchunoff. 
Koremblit nació el 28 de mayo de 1916. Ingresó en el diario Crítica a los 17 años. Mientras pasaba por numerosos periódicos argentinos y del exterior, escribía los miércoles y los domingos en el diario La Prensa.
Fue conductor de programas de radio y televisión, pronunció numerosas conferencias y participó de mesas redondas en las más prestigiosas instituciones de Argentina y del exterior. Participó en el programa televisivo La mujer, conducido por Blackie, en Canal 9 (1976).
Fue director de cultura de la Sociedad Hebraica Argentina (SHA) durante 31 años y de la Biblioteca Nacional, Presidente de la Sociedad Argentina de Escritores (SADE) y de la Academia Nacional de Periodismo, a la que perteneció. Fue asimismo miembro de la Academia Argentina de Artes y Ciencias de la Comunicación, de la que llegó a ser vicepresidente.
Entre sus textos se encuentran: Ben-Ami (el actor abismal); La torre de marfil y la política; Romain Rolland: humanismo, combate y soledad; Nicolás Olivari, poeta unicaule; Coherencia de la paradoja – Jorge Luis Borges; Gerchunoff o el vellocino de la literatura; El humor, una estética del desencanto; Todas las que ella era: ensayo sobre Alejandra Pizarnik; Eva o los desencantos del Paraíso; Baudelaire: Las Flores del Mal.
Fue colaborador permanente de los anuarios Patoruzú de Oro, editados por Dante Quinterno.
Koremblit obtuvo en su país el Primer Premio Nacional, el Primer Premio Municipal, los premios ARGENTORES, Fondo Nacional de Las Artes, Premio Konex - Diploma al Mérito, Esteban Echeverría y Santa Clara de Asís.
El 29 de noviembre de 2007 fue distinguido como Ciudadano ilustre de la Ciudad de Buenos Aires. El 17 de noviembre de 2009 obtuvo el Gran Premio de Honor de la SADE (que ya habían obtenido Jorge Luis Borges, Ricardo Rojas y Eduardo Mallea).
Se ha dicho que: «Para Koremblit la pasión es lo que da sentido y justificación a nuestra existencia. Sin ella no hay vida efectiva, sólo virtual, nominal. Es el combustible esencial. Pero dada la incertidumbre del conocimiento humano, la contrariedad está siempre agazapada, lista para asaltarnos. De esa tensión entre pasión-incertidumbre-contrariedad surge el resto de su pensamiento».